# Blackbox
Blackbox是X Window系统下的一个窗口管理器。一些功能要通过其他软件来实现，比如热键功能。
Blackbox用C++语言编写。作者为Bradley T. Hughes，遵循MIT許可證。Fluxbox、Openbox的早期版本皆基于Blackbox。